# Jean Alexandre Ihler
Jean Alexandre Ihler, né le 29 octobre 1745 à Thann (Haut-Rhin), mort le 31 juillet 1805 à Plantières (Moselle), est un général de division de la Révolution française. La famille Ihler est une vieille famille alsacienne installée depuis deux siècles dans la ville, dont descendent la plupart des Ihler français actuels.

## Biographie
Il a, grâce à son père, lui-même militaire Jean Thiébaut Ihler, capitaine au Régiment d’Alsace, et lieutenant-colonel du Bataillon des milices de Colmar, commencé très tôt sa carrière militaire.
Il entre en service le 25 mars 1759 comme lieutenant du bataillon de son père, à Colmar. La chose n’était pas rare à l’époque dans les milieux aisés. Et si l’âge de 14 ans paraît aujourd’hui presque synonyme encore de tendre enfance, personne au XVIIIe siècle ne s’offusquait de cet état de choses, pas même les hommes de troupe (guère plus âgés d’ailleurs) dirigés par ces préadolescents.
En pleine guerre de Sept Ans, il est affecté comme sous-lieutenant le 1er décembre 1761 au régiment de la Marck, et il fait campagne en Allemagne contre les Anglais. La paix étant signée en 1763, il ne retrouve l’ivresse des combats qu’en 1768, lors de la Campagne de Corse, aux côtés notamment du duc de Lauzun, guillotiné lors de la Terreur malgré son enthousiasme pour la cause révolutionnaire.
Il est nommé aide-major le 21 janvier 1769 et capitaine en second le 17 juin 1776. Il passe major au régiment de Bouillon le 10 janvier 1781 pendant la guerre d’Indépendance américaine, et à ce titre il participe au siège de Gibraltar. Il est fait chevalier de Saint-Louis le 4 septembre 1781. 
Le 5 novembre 1786 il est devenu lieutenant-colonel, et le 21 octobre 1791 il commande le 98e régiment d’infanterie en tant que colonel.
L’année d’après il fait campagne au sein de l’Armée du Centre, puis il est promu maréchal-de-camp le 12 juillet 1792. Cependant, pour une raison inconnue, il démissionne de ses fonctions le 14 juillet, juste avant d’être averti de sa nomination. C’est cette démission trop vite donnée qui ne lui permit pas d’obtenir un brevet de maréchal de camp définitif, mais seulement provisoire.
Il est alors employé comme commandant de la place de Douai par Dumouriez à l’Armée du Nord, et il commande à Liège en janvier 1793, cette bataille suivant de près la levée du siège de Maastricht. En effet, l’approche des soldats autrichiens, très nombreux, obligea le général Miranda et ses 15 000 hommes à partir précipitamment de cette ville.
Dumouriez considère d’ailleurs cela comme une faute grave. Nous sommes le 2 mars 1793. L’une des divisions de Miranda, aux ordres de Jean Alexandre Ihler, marche sur Harcourt et Viset, où elle se réunit aux troupes de Dietamann et Leveneur. Cette quasi-débandade des Français faillit tourner très mal, car dans le même temps les Autrichiens attaquaient le flanc gauche des Français, qui risquaient ainsi de se voir éparpillés, sans chef, la plupart des régiments isolés et vulnérables.
De ce qu’il advint précisément de la situation des troupes du général Ihler, nous disposons d’un document écrit par Antoine de Jomini (1779-1869), banquier, militaire, historien, ayant fait partie de l’état-major de Napoléon, spécialiste des stratégies militaires. Voici donc, textuellement, ce qu’il écrivit :
« L’armée française se trouva donc le 5 mars, dans une position affreuse : le général Ihler venait à peine d’arriver à Viset que les Impériaux s’emparaient de Tongres et que le général Valence évacuait Liège. Gagné ainsi par ses deux flancs, sa perte semblait certaine ; mais heureusement que les Autrichiens ignoraient la situation dans laquelle ce corps se voyait engagé. Ihler partit le 5 au matin, et parvint, après une marche pénible à travers les colonnes ennemies, à regagner la route de Liège à Saint-Trond, où il se réunit enfin à l’armée. Dampierre et Champmorin en avaient fait autant ; tandis que Neuily et Stengel, remontant la Meuse sur Namur, y furent recueillis par la division d’Harville qui était restée durant tout ce temps dans l’inaction. L’armée, rassurée sur le sort de tous ces détachements, se replia alors avec un peu plus de confiance sur Tirlemont et Louvain. »
Jomini rajoute, à propos de Jean Alexandre : « Il paraît qu’Ihler se dirigeait sur Liège, dont le départ précipité de Miranda et Valence venait de livrer les portes aux Impériaux. Ce général bivouaqua la nuit du 5 au 6, autour de cette ville, occupée par l’ennemi, et gagna Saint-Trond, le 6, avec plus de bonheur qu’on ne devrait y compter. »
Le 18 mars 1793 a lieu la bataille de Neerwinden, qui se solde une nouvelle fois par un échec, encore plus cruel celui-là, qui achève de discréditer Dumouriez dans l’esprit des dirigeants parisiens. Il est légèrement blessé, Dumouriez, quant à lui, sentant le vent tourner, choisit de passer à l’ennemi et il se livre avec quelques-uns de ses hommes aux services des Autrichiens.
À la suite de ces événements, il est nommé par le général Dampierre général de division provisoire le 18 avril 1793. Le 13 juin, il est confirmé dans ce grade par les représentants du peuple, près de l’armée du Nord, mais il n’obtient jamais de confirmation, et il doit se contenter du d’un brevet de maréchal de camp le 11 août 1793.
Il participe ensuite aux combats de la forêt de Raismes, commande le camp de Hecq en juin 1793, participe aux combats de la forêt de Mormal près de Maubeuge, d’où il fut chassé en août. Une autre défaite suivit la première, car il fut repoussé d’Englefontaine le 12 septembre 1793.
Le 14 septembre 1793 il est suspendu de ses fonctions, et inscrit sur la liste des émigrés de la Moselle à la suite d’une banale dénonciation. Il est accusé d’être une créature de Dumouriez, Lafayette et Custine, un ex-noble et en plus, un « Allemand ». Il peut toutefois justifier de sa situation et lever les soupçons qui pèsent sur lui. Il est malgré tout suspendu de ses fonctions, mais avant que la mesure soit effective, il a déjà présenté sa démission. Il ne sera rayé de cette liste compromettante qu’en avril 1795, sur justification de résidence ininterrompue en France et aux armées.
Il rentre à Thann en septembre 1794, et son retour fait sensation parmi la population. Il est admis à la retraite le 17 octobre 1794 et bénéfice d’une pension de 4 396 livres, qui est immédiatement réduite à 3 000.
Il réside alors au faubourg des Vosges, chez son beau-frère Nicolas Marandet, époux de sa sœur Marie Emilienne. Lui aussi, pourtant révolutionnaire de la première heure, a perdu ses illusions, et se fait oublier depuis quelque temps.
Les turbulences de la Révolution étant apaisées, il peut se retirer définitivement à Plantières, près de Metz, où après avoir fait une dernière fois promesse de fidélité en novembre 1800, il meurt en 1805.